# Zone de sécurité d'une route

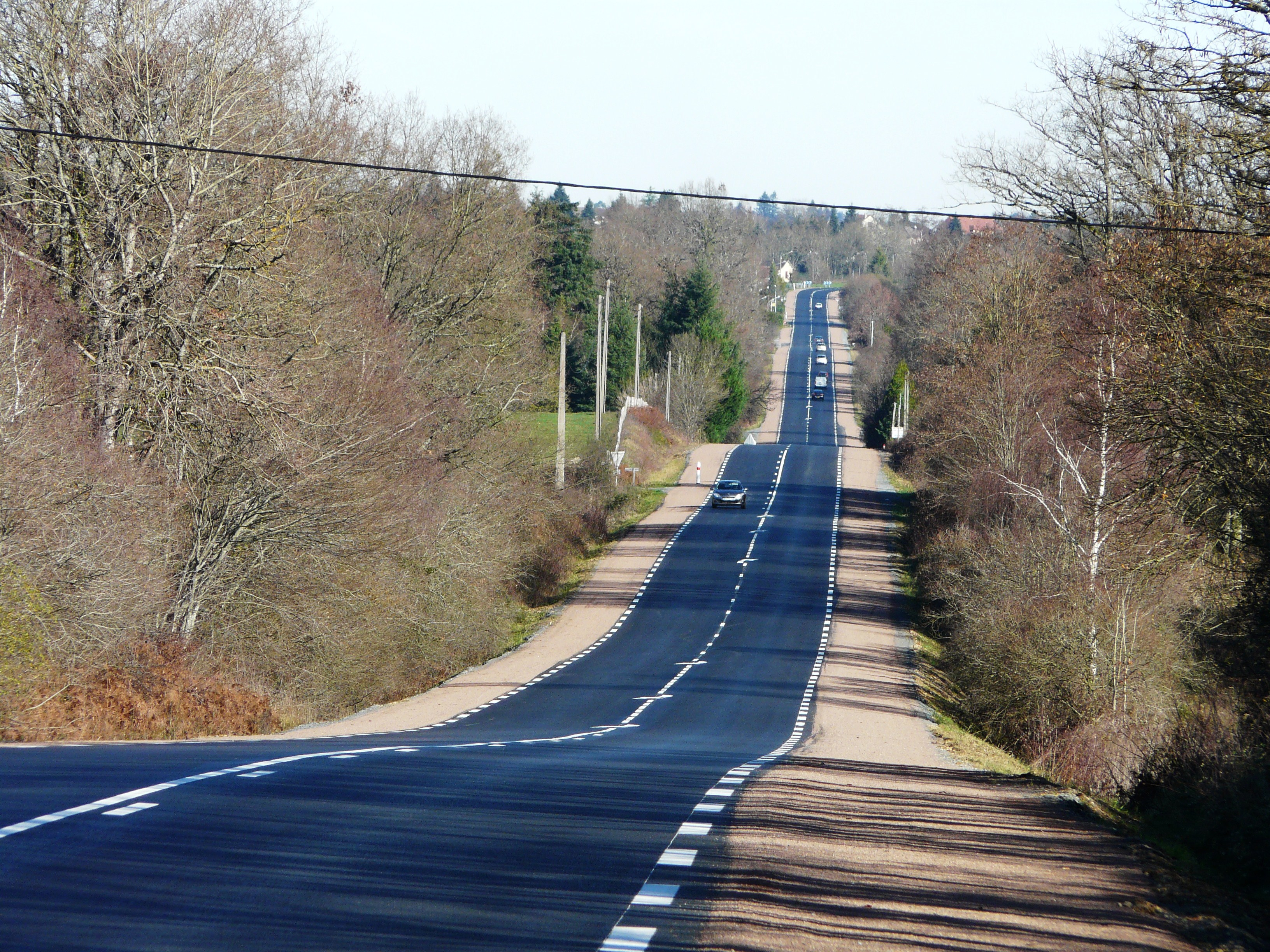
Route nationale 21 à Mavaleix ; une surface relativement plate d'une certaine largeur est présente le long de la voie de circulation.

Dans le domaine routier, la zone de sécurité est une bande de terrain bordant la chaussée, dépourvue de tout obstacle agressif (plantation de haute tige, poteau électrique ou d’éclairage public, tête de buse non protégée). 
Cette notion s’inscrivant dans des objectifs d’amélioration de la sécurité routière, est désormais prise en compte en conception routière dans l’ensemble des pays européens et nord-américains.
Elle peut permettre de réduire la mortalité en cas de sortie de route.
Aux États-Unis, l’équivalent de la zone de sécurité est la « clear zone » ou « zone de dégagement ».

## Obstacles latéraux

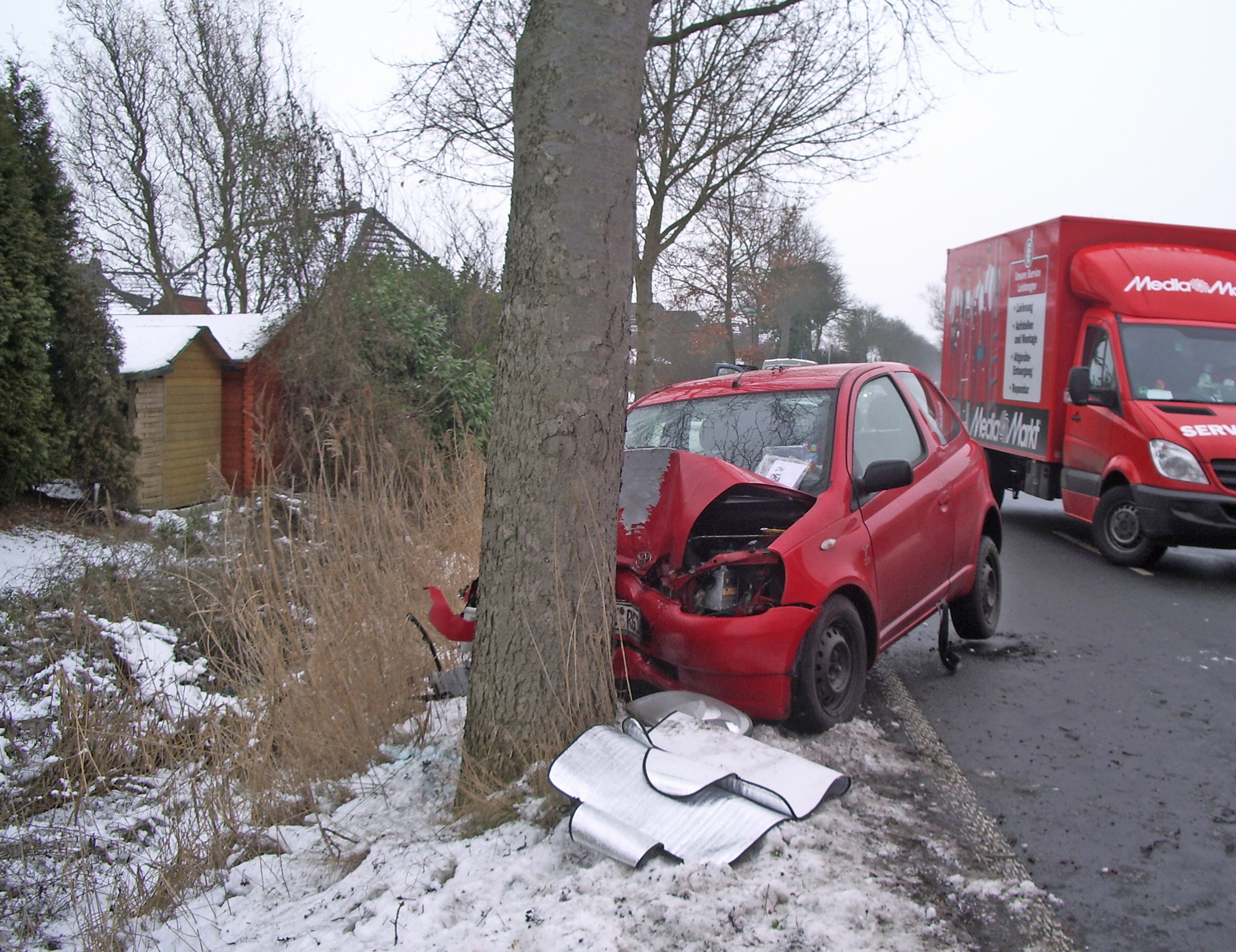
Véhicule sorti de route et collision contre un arbre.

Les obstacles latéraux sont un danger majeur.
En France, même si cette notion de zone de sécurité est intégrée dans les manuels de conception depuis 1994, la connaissance de la dangerosité des obstacles latéraux s’est considérablement accrue depuis. Le guide « Traitement des obstacles latéraux », résultat d'un projet piloté par le SETRA, paru en décembre 2002 fait le point sur le sujet et émet des recommandations.
Sur le plan national, les tués contre obstacles latéraux hors agglomération représentent
1 830 tués (moyenne période 1998-2000 source : ONISR), sur une moyenne totale de tués en France d’environ 8 500 tués sur cette même période, et se répartissant en :
- 680 tués contre arbres
- 510 tués contre talus et fossés
- 220 tués contre murets, piles de ponts, têtes d’aqueducs
- 180 tués contre pylônes et poteaux
- 200 tués contre glissières de sécurité
- 40 tués contre candélabres et panneaux de signalisation

En Occitanie, les arbres représentent 35 % des tués contre obstacle fixe. Ce taux dépend des départements: les arbres font 57 % des tués contre obstacles fixes dans le Tarn, 48 % dans le Lot, 47 % dans le Gers, et 43 % dans l'Hérault entre 2012 et 2016. Les autres obstacles souvent heurtés sont les talus (17 % des tués), les glissières 14 % et les murs (13%).
Pour des raisons techniques, il est temporairement impossible d'afficher le graphique qui aurait dû être présenté ici.

Pour des raisons techniques, il est temporairement impossible d'afficher le graphique qui aurait dû être présenté ici.

Pour des raisons techniques, il est temporairement impossible d'afficher le graphique qui aurait dû être présenté ici.

Pour des raisons techniques, il est temporairement impossible d'afficher le graphique qui aurait dû être présenté ici.

### Risques en fonction de la distance
Les études montrent que :

- les enjeux concernent les obstacles proches de la route : 
  - 43 % des personnes sont tuées dans des collisions avec des obstacles à moins de 2 m,
  - 78 % avec des obstacles à moins de 4 m
- le risque d'accident mortel est une fonction nettement décroissante de la distance de l'obstacle par rapport au bord de la chaussée

Le graphe ci-contre présente la répartition des accidents mortels contre obstacles fixes selon la distance entre l’obstacle et le bord de la chaussée.
On notera qu’il y a très peu d’obstacles dans la bande de 0 à 1 mètre, ce qui explique le faible pourcentage d’accidents mortels dans cette tranche-là.

### Des risques accrus en courbe

Un obstacle en courbe constitue un danger particulièrement élevé, a fortiori lorsque la courbe présente des caractéristiques accidentogènes, notamment des longues courbes pouvant être prises à grande vitesse.
En effet, plus de la moitié des accidents mortels contre obstacles se produisent en courbe, alors que le linéaire cumulé des courbes représente une faible part du réseau principal (environ 5 à 10 %).
Le graphe ci-contre présente les proportions d’accidents contre obstacles latéraux en courbe et en alignement droit.

### La route doit pardonner
Tout automobiliste peut faire une erreur de conduite, même sans être sous l’emprise de l’alcool ou d’une drogue et même en étant bon conducteur, ou peut tout simplement être amené à faire une manœuvre d’évitement. Or la présence d’un obstacle latéral ne pardonne pas :
Même pour un usager ceinturé, un choc contre un obstacle rigide peut être mortel dès 65 km/h en choc frontal, et 35 km/h en choc latéral. Quant à un choc à 90 km/h, il est presque toujours mortel.
Ainsi est apparu le concept de la « route qui pardonne », qui consiste à limiter la gravité des accidents en protégeant ou supprimant les obstacles latéraux. 
À l’instar des recommandations étrangères (pays européens et nord américains), les recommandations françaises définissent désormais sur les routes principales hors agglomération une zone de sécurité où des exigences particulières sont formulées en ce qui concerne l’accotement, les fossés, les talus, les obstacles ponctuels. Ces recommandations se situent d’ailleurs dans la moyenne des normes européennes.

## Largeur

### En France
La zone de sécurité a en France la largeur suivante selon le type de route ou d'aménagement:
- 4 m sur les routes existantes,
- 7 m en aménagement neuf,
- 8,50 m sur les routes à 2x2 voies limitées à 110 km/h.

### Aux États-Unis
La largeur de la « clear zone » ou « zone de dégagement » varie en fonction du volume de trafic, de la vitesse et des talus de remblais. Les correspondances et les procédures permettant de déterminer la largeur de la zone de sécurité sont décrites dans le guide de conception des abords routiers publié par l’AASHTO (American Association of State Highway and Transportation Officials). 
- Pour les voies express, les routes artérielles de vitesses élevées et les routes de desserte de rase campagne dont la vitesse de référence est supérieure à 60 km/h, des valeurs spécifiques sont données

- Pour des vitesses lentes, inférieures à 60 km/h, de routes de desserte ou de routes locales : largeur minimale de 3 m.

- Pour les artères urbaines et les routes où des trottoirs sont utilisés, où l’espace est compté : un minimum de 0,50 m dégagé de tout obstacle rigide est recommandé.

## Descriptif
La zone de sécurité comprend la zone de récupération et la zone de gravité limitée.

### La zone de récupération
Elle doit être complètement dégagée. Il s’agit principalement de l’accotement. Elle doit permettre aux usagers :
- de redresser le véhicule en cas de sortie de route ou en cas de manœuvre d’urgence, sans pour autant risquer de heurter un obstacle
- de s’arrêter en cas de nécessité en dehors des voies de circulation compte tenu du trafic important sur les routes principales
- de faciliter les interventions d’entretien
- aux cyclistes de circuler le cas échéant sur les accotements revêtus

La zone de récupération sur le réseau routier principal doit avoir une largeur minimale de 2m, être au minimum stabilisée ou revêtue (notamment si on veut permettre la circulation occasionnelle de cyclistes). Le guide précise en outre que « La reconstitution des bandes dérasées de 1,75 à 2 mètres (ou accotements stabilisés ou revêtus) formant la zone de récupération constitue un aménagement prioritaire sur les routes principales existantes. ». En effet, toutes les expériences (françaises et étrangères) montrent que la création d’accotements revêtus réduit de façon spectaculaire les accidents de sorties de routes car cette surlargeur roulable permet précisément de redresser correctement le véhicule en cas de sortie de route.

### La zone de gravité limitée
Elle permet de limiter la gravité des dommages corporels en cas de sortie de route
accidentelle. Doivent être exclus de la zone de gravité limitée tout obstacle dur et toute conception dangereuse des abords (par ex. : talus raides ou fossés profonds).
Si ces obstacles ne peuvent pas être enlevés, reculés ou modifiés pour ne plus être dangereux, ils devront être protégés par des glissières de sécurité.
Sur les routes principales à 2 voies, la largeur recommandée pour la zone de gravité limitée  des aménagements sur place est de 2m au minimum, ce qui implique soit une zone de sécurité minimale de 4m libre de tout obstacle dangereux, soit une protection de ces obstacles par des glissières de sécurité placées derrière la zone de récupération.

### Les limites de l’utilisation des glissières de sécurité
La pose de glissières devant les obstacles n’est pas la panacée ! Cette solution n’est retenue que si tout autre moyen (éloignement ou suppression des obstacles) est impossible ou difficile à mettre en œuvre. En effet, les glissières constituent en elles-mêmes des obstacles.
Elles présentent par ailleurs beaucoup d’inconvénients :
- elles transforment les sorties des routes en collisions frontales sur les routes à deux voies,
- elles peuvent être dangereuses pour les motards (malgré la mise en place de lisses inférieures dans les courbes),
- elles enlaidissent le paysage
- et de surcroît constituent une contrainte forte pour l’entretien des accotements.

En outre, elles doivent être implantées (sauf cas exceptionnel) derrière l’accotement, c’est-à-dire à au moins 2 m de la chaussée. Exceptionnellement, pour « les plantations d’un grand intérêt patrimonial ou paysager », une glissière peut être implantée à 1,40m, ce qui toutefois réduit la zone de récupération à 1m et empêche tout arrêt d’urgence.